# 쑨촨팡

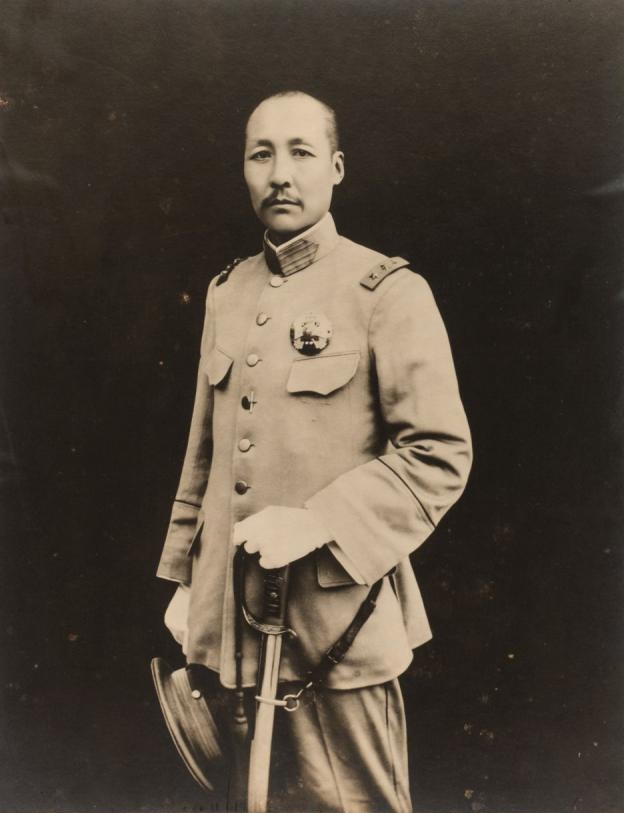
쑨촨팡

쑨촨팡(중국어 정체자: 孫傳芳, 병음: Sūn Chuánfāng, 1885년 - 1935년 11월 13일)은 중화민국의 군인 겸 정치가였으며, 국민 정부 시대 직계 군벌의 지도자였다.
그는 1904년 바오딩 육군 속성학당을 졸업했으며, 같은 해에 일본 육군사관학교에 국비 유학했다. 이후 1908년 일본 육군사관학교를 졸업, 중국동맹회에 가입했으며, 1909년 중국으로 귀국한 이후 중화민국 육군 제2진에서 제2대대장, 제6연대장, 제3여단장을 맡았다.
그는 1921년 우페이푸(吳佩孚)로부터 창강 상류 경비 총사령관에 임명되었으며, 이 때 그는 이창 시에서 거주했다. 1924년 저장 전쟁이 발발하자 차오쿤(曹锟)의 편에 서서 군대를 이끌고 저장성으로 진격, 환계 군벌 루잉샹이 이끄는 군대를 격파, 저장 성 군무독리에 임명되었다. 이후 1925년 10월 반봉전쟁 때 상하이와 장쑤성, 안휘 성 등지에서 봉천파를 격파했으며, 같은 해 11월 난징에서 "저장, 푸젠, 장쑤, 안휘, 장시성 오성 연합군"(浙閩蘇皖贛五省聯軍)을 창설, 스스로 총사령관에 임명되었다. 이 때 그는 일본 출신 교관 오카무라 야스지(岡村寧次)를 초빙, 고등 군사 고문으로 임명했다.
1926년 7월 국민 정부가 북벌을 개시하자 우페이푸는 북벌군 공격을 개시한다. 한편 쑨촨팡은 쑨원(孫文)의 삼민주의에 맞서 "삼애주의"("애국, 애민, 애적")를 제창했다. 우페이푸의 군대를 패배시킨 북벌군은 1926년 9월 장시성으로 진격했지만 전쟁에서 패하고 난징으로 퇴각한다. 이후 그는 봉천파와의 관계를 개선하고 같은해 11월 장종창과 장쭤린(張作霖)을 안국군 총사령관으로 임명하는 한편 그의 손자를 부사령관 겸 오성 연합군 총사령관으로 임명한다.
1928년 봄에는 장쭤린이 루시 전선을 총지휘할 때 장제스(蔣介石), 펑위샹(馮玉祥)과 함께 싸웠지만 실패했고 지난 시로 후퇴했다. 같은 해 6월 봉천계의 장쭤린이 폭사당할 때 그의 부대가 허베이성 동쪽 롼허 주 일대로 후퇴하자 봉천계 부대를 재편성했으며, 이 때 그는 장쉐량(張學良)의 문하생이 된다.
1931년 만주사변이 일어나자 톈진 영국 조계로 이주했으나 1935년 11월 13일 톈진에서 불경을 읽던 중 불교 거사 린리포의 사주를 받은 딸이 쏜 총에 맞아 사망했다. 그의 무덤이 베이징 식물원 안에 있다.

## 같이 보기
- 군벌 시대
- 중화민국의 역사